# Dipsadoboa unicolor
Espèce
Synonymes
- Dipsadoboa unicolor viridiventris 
Laurent, 1956

Dipsadoboa unicolor est une espèce de serpents de la famille des Colubridae.

## Homonymie
Il ne faut pas confondre cette espèce, décrite par Günther en 1858, avec Dipsadoboa unicolor Schmidt, 1923 qui est, quant à elle, synonyme de Dipsadoboa weileri (Lindholm, 1905).

## Répartition et habitat
Cette espèce se rencontre au Burundi, au Cameroun, en Côte d'Ivoire, au Ghana, en Guinée, au Nigeria, en Ouganda, en République centrafricaine, en République du Congo, en République démocratique du Congo, au Rwanda, en Tanzanie et au Togo. Sa présence est incertaine au Bénin. C'est une espèce de forêt pluvieuse, notamment en zone montagneuse jusqu'à 3000 m. 

## Description
Dipsadoboa unicolor mesure jusqu'à 128 cm (une soixantaine de cm en moyenne pour les adultes). Dans sa description Günther indique que le spécimen en sa possession, plutôt décoloré, a le dos uniformément bleu-vert et le ventre jaunâtre.
La tête est presque triangulaire, bien délimitée par un cou très fin. La queue est longue et effilée. Le museau est arrondi, l'œil est grand, globuleux, avec une pupille verticalement elliptique. La narine est bien visible. Les écailles dorsales sont lisses et celles ventrales sont arrondies. Le dos est uniformément vert, tirant parfois sur le brun olive. Le bord des écailles est cerclé de noir. Le ventre est verdâtre, jaunâtre ou bleu turquoise atténué, et la gorge plus claire.

## Étymologie
Son nom d'espèce, du latin unicolor, « d'une seule couleur », lui a été donné en référence à sa livrée.

## Publication originale
- Günther, 1858 : Catalogue of Colubrine Snakes in the Collection of the British Museum, London, p. 1-281 (texte intégral).